# ヴィルヘルム・アダム
ヴィルヘルム・アダム（独: Wilhelm Adam, 1877年9月15日 - 1949年4月8日）は、ドイツの陸軍軍人。最終階級は陸軍上級大将。1930年から1933年まで、参謀総長にあたる兵務局長を務めた。

## 来歴
商人の息子としてアンスバッハに生まれる。1897年にバイエルン王国陸軍に入営。1899年に少尉に任官し、参謀教育を受ける。第一次世界大戦に中隊長や参謀将校として従軍。1914年12月に少佐に昇進。
戦後は大隊長、軍管区参謀、連隊長を経て1929年に第1軍管区参謀長となり、翌年少将に昇進。ヴェルサイユ条約で兵員を10万人に制限されていたドイツ軍の再建に関わっていたアダムは、同年兵務局長に就任する。「兵務局」とは、やはりヴェルサイユ条約で禁止されていた参謀本部の言い換えであった。翌年中将に昇進。1933年、第7師団長に転じて兵務局長職を離れる。
ヴェルサイユ条約を破棄して軍拡に踏み切ったアドルフ・ヒトラー政権の下で、アダムは1935年に歩兵大将に昇進し、第7軍団長に補された。同年10月、新設の国防軍大学校（国防軍最高司令部参謀の養成機関）校長に就任。これはナチスに従順だった上官のヴェルナー・フォン・ブロンベルク国防相をアダムが批判したことに対する左遷人事だった。アダムは1933年の兵務局長時代から既に、ナチスが目指していた戦争計画に批判的であり、ドイツ国防軍は戦争遂行に堪えないと主張していた。
アダムはジークフリート線の建設やヒトラーの賭博的な外交にも反対していた。1938年に第2軍司令官に任命されるが、ルートヴィヒ・ベック参謀総長らと同様に、ズデーテン危機後の1938年10月に自ら辞表を提出した。このためアダムは上級大将に昇進した上で予備役に編入された。アダムは第98山岳猟兵連隊の名誉連隊長となったが、これは兵務局長時代から山岳兵部隊の育成に関心があったためだった。山地の多い第7軍管区の司令官時代も山岳猟兵育成に尽力しており、その結果第二次世界大戦中はこの軍管区で多数の山岳師団が編成された。
アダムは一貫して戦争に反対だったが、二人の息子は第二次世界大戦で戦死した。1944年にはリヒャルト・シュトラウスとカードをしていた際に戦争の行く末に対して悲観的な発言をしたため当局から睨まれた。戦後のニュルンベルク裁判でアダムは証人として出廷している。ほどなくガルミッシュ＝パルテンキルヒェンで死去した。
西ドイツでドイツ連邦軍が設立された際、ガルミッシュ＝パルテンキルヒェンの兵舎にアダムの名を冠することが提案されたが、アダムの未亡人は拒否している。アダムと戦死した二人の息子が残した軍事関係資料は、1996年からドレスデンにあるドイツ連邦軍戦史博物館に展示されている。また彼が残した700ページに及ぶ回顧録は、フライブルクにある軍事文書館に所蔵されている。